# Best of KAT-TUN
《Best of KAT-TUN》是2006年3月22日所發行的偶像團體KAT-TUN的第一張專輯。

## 概要
- 專輯與單曲《Real Face》、DVD《Real Face Film》同時發行。
- 就出道專輯而言，以精選輯名目發行算是少有的特例。以前演唱會上所披露的樂曲，連同新的曲子7首一同在錄音室錄製。第9首原本預定收錄「REMEMBER」這首歌，但在官方網站發表數天後又做出變更。

## 收錄曲
1. SHE SAID...
（作詞：田口 亮・Axel G 作曲：Katsumi Ohnishi 編曲：FLYING GRIND Rap詞：JOKER）
2. NEVER AGAIN
（作詞：SPIN 作曲：JOEY CARBONE・STEVEN LEE 編曲：FLYING GRIND Rap詞：JOKER）
3. I LIKE IT
（作詞・作曲：Sean Thomas 日本語詞：SPIN 編曲：FLYING GRIND）
4. MIRACLE
（作詞：hamai 作曲：コモリタミノル 編曲：長岡成貢）
5. BLUE TUESDAY
（作詞：久保田洋司 作曲：谷本 新 編曲：石塚知生）
6. RHODESIA
（作詞：相田 毅 作曲・編曲：CHOKKAKU）
7. GOLD
（作詞・作曲：Stefan Aberg・Stefan Engblom 日本語詞：SPIN 編曲：FLYING GRIND Rap詞：JOKER）
8. WILDS OF MY HEART
（作詞：SPIN 作曲：zero-rock 編曲：北川 曉 Rap詞：JOKER）
9. SPECIAL HAPPINESS
（作詞：K2 作曲：Gajin 編曲：知野芳彦）
10. ONE ON ONE
（作詞：JOKER・中丸雄一 作曲：mo'doo-・井筒“Growth”伸太郎 編曲：井筒“Growth”伸太郎・江口貴勅）
11. BUTTERFLY
（作詞：赤西 仁・上田竜也 作曲・編曲：velvetronica）
12. RUSH OF LIGHT
（作詞：ma-saya 作曲：Watermelon 6 編曲：CHOKKAKU）
13. 遙遠的約定
（作詞：SPIN 作曲：森元康介 編曲：ha-j Rap詞：JOKER）
14. PRECIOUS ONE
（作詞：新 美香・白井裕紀 作曲：三上吉直 編曲：ha-j）
15. Real Face#1
（作詞：菅止戈男 作曲：松本孝弘 編曲：松本孝弘・徳永曉人 Rap詞：JOKER）